# Sedum cepaea
Sedum cepaea es una planta de la familia de las crasuláceas.

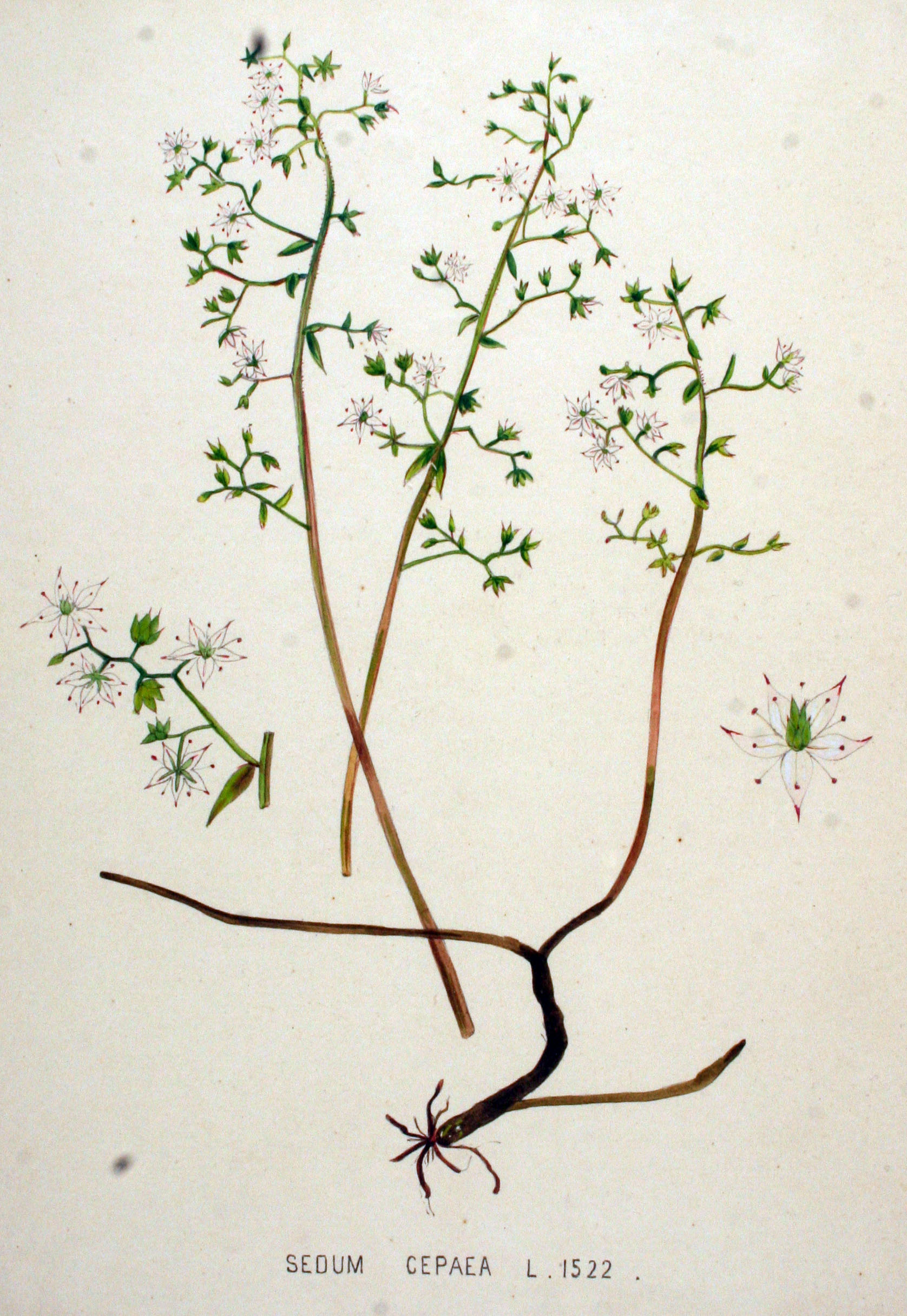
Ilustración

## Descripción
Es un planta anual o, raras veces, bienal o perenne, en parte con indumento glanduloso, verdosa. Raíz principal ± desarrollada. Tallo de (10)15-28(40) cm, erecto o ascendente, con indumento glanduloso. Hojas de (12)15-20(30) x (3)4-6(7) mm, opuestas o verticiladas, obovadas, las inferiores generalmente pecioladas, planas, glabras. Inflorescencia en panícula alargada. Flores pentámeras; pedicelos (1,5)2,5- 4,5(5,5) mm. Sépalos 1-1,5 mm, soldados en la base formando un tubo cortísimo, con indumento glanduloso. Pétalos (2,5)3-4(5) mm, libres, ovados, aristados, blancos o rosados y con el nervio medio más obscuro, con indumento glanduloso. Estambres 10; anteras purpúreas; escama estaminal c. 0,5 mm, profundamente emarginada. Folículos 3-4 mm, erectos, longitudinalmente estriados; estilos largos. Semillas pocas, de 0,5 mm; testa acostillada; ápice coronado. Tiene un número de cromosomas de 2n = 22.

## Distribución y hábitat
Se encuentra en roquedos umbríos, preferentemente silíceos; a una altitud de 150-1300 metros en montañas de Europa meridional. Pirineos orientales, la Rioja y montes vascos.

## Taxonomía
Sedum cepaea fue descrita por Carlos Linneo y publicado en Species Plantarum 431. 1753.
Etimología
Ver: Sedum
cepaea: epíteto latino que significa "como una cebolla".
Sinonimia
- Anacampseros cepaea (L.) Willd.
- Cepaea caesalpini Fourr.
- Sedum amani Post
- Sedum calabrum Ten.
- Sedum gallioides All.
- Sedum spathulatum Waldst. & Kit.
- Sedum strictum K.Koch
- Sedum tetraphyllum Sm.[4]

## Nombres comunes
- Castellano: cepea, puntera valenciana.[5]